# Pankshin
Pankshin è una città della Repubblica Federale della Nigeria appartenente allo Stato di (stato). È capoluogo dell'omonima area a governo locale (local government area) che conta una popolazione di 191.685 abitanti.